# Jökulhlaup

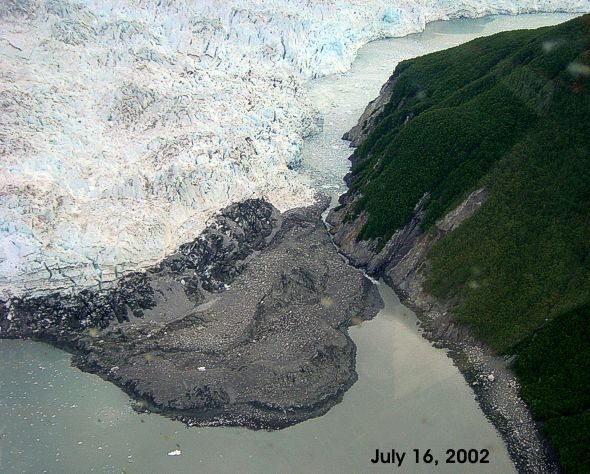
En aquesta foto de la glacera Hubbard del 16 de juliol del 2002, la glacera ha tancat el fiord de Russell. Les aigües darrere de la glacera pugen 18,6 metres en 10 setmanes, creant un breu llac Russell

Un jökulhlaup (de l'islandès, amb el significat de «cursa de glacera») o col·lapse glacial és un tipus d'esllavissada brutal particularment poderosa i devastadora. Els jökulhlaup més freqüents tenen lloc a Islàndia, però poden produir-se sempre que acompleixin la condició de ser un volcà cobert per un casquet glacial o un indlandsis. Tal és el cas d'Alaska, l'Antàrtida, els Andes, etc. Quan un tuya (volcà subglacial) entra en erupció subglacial, la calor produïda pel magma fon enormes quantitats de gel, l'aigua del qual pot acumular-se en quedar bloquejada per les parets rocalloses que l'envolten o fins i tot pel seu mateix casquet glacial. En aquest cas, quan la pressió esdevé massa forta, la barrera que retenia el llac subglacial acaba per trencar-se, i allibera enormes quantitats d'aigua. És llavors que es produeix una important erosió de la glacera; l'aigua reescalfada trenca la glacera i pot emportar-se enormes blocs de gel de centenars de tones amb l'avinguda. Els jökulhlaup poden semblar-se als lahars, encara que aquests últims estan compostos en gran manera per cendres i acostumen a produir-se a partir de pluges torrencials. Cal no confondre jökulhlaup i surgència glacial. Cada cop més sovint, el terme jökulhlaup serveix per a designar tot un tipus d'inundació en què participa una glacera: trencament sobtat d'un llac de superfície o d'un fiord bloquejat per una glacera (cas de la glacera Perito Moreno).